# Replicant (sistem de operare)

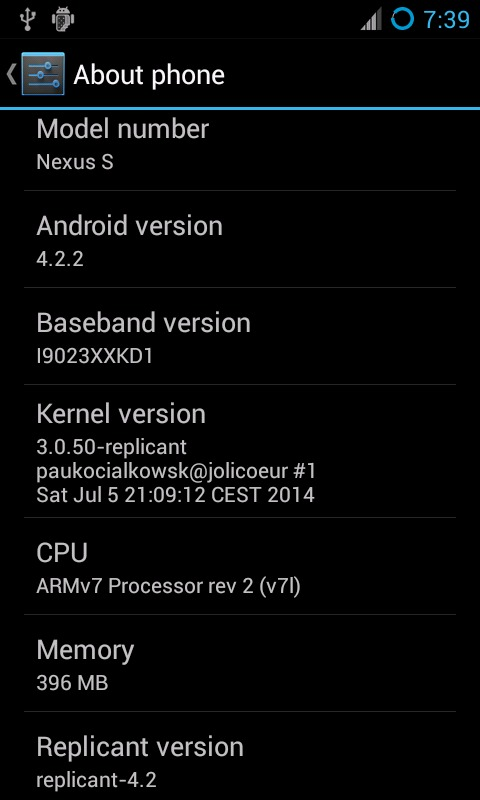
Un exemplu de informații de telefon în Replicant, inclusiv o scurtă descriere hardware

Replicant este un sistem de operare cu sursă liberă și deschisă bazat pe platforma mobilă Android, care are scopul de a înlocui toate componentele proprietare din Android cu componente libere. Acesta este disponibil pentru mai multe smartphone-uri si tablete.

## Dezvoltare
Pe ianuarie 3, 2013, proiectul a lansat Replicant 4.0 SDK ca înlocuire completa a lui Android SDK. Replicant SDK-ul a fost lansat ca răspuns la actualizarea licenței pentru add-on-uri și fișiere binare de către Google sub o licența proprietară.

## Legaturi externe
- Site web oficial
- Articolul despre Android, citând Replicant, de către Richard Stallman.